# Héctor Sánchez Cabrera
Héctor Sánchez Cabrera (Fuerteventura, Provincia de Las Palmas, 31 de marzo de 1985) es un futbolista español que actualmente juega en Club Deportivo La Cuadra Unión Puerto.

## Biografía
El lateral izquierdo majorero juega desde alevines (1994) en las filas del Herbania, equipo de Puerto del Rosario en Fuerteventura. En el segundo año de cadete, el C. D. Tenerife se interesa por el jugador y lo incluye dentro de las categorías inferiores del club. Tras pasar por el Juvenil Preferente y por División de Honor, da el salto al C. D. Tenerife "B" en la 2003-04. Su estreno con el primer equipo viene dado de la mano de José Antonio Barrios, que lo alinea en un choque entre C. D. Tenerife y Cádiz en la 2004/05, que finaliza con victoria para los blanquiazules por 2-0. En 2009, el Tenerife logra ascender a la Liga BBVA y renueva su contrato. 
Un año más tarde, el C. D. Tenerife regresa a la Segunda División y el C. D. Tenerife decide rescindir su contrato. Durante la campaña 10/11 militó en las filas del Villarreal B con un balance de 614 minutos repartidos en un total de nueve partidos. En junio de 2011 se confirma su pase al Videoton F. C. de Hungría, firmando un contrato por 2 temporadas.

## Clubes
| Club                             | País    | Año       |
| -------------------------------- | ------- | --------- |
| Club Deportivo Tenerife "B"      | España  | 2003-2005 |
| Club Deportivo Tenerife          | España  | 2005-2009 |
| Villarreal Club de Fútbol "B"    | España  | 2010-2011 |
| Videoton Football Club           | Hungría | 2011-2013 |
| La Roda Club de Fútbol           | España  | 2013-2016 |
| Club Deportivo Palencia Balompié | España  | 2016-2017 |
| Sociedad Deportiva Amorebieta    | España  | 2017-2018 |
| Club Deportivo Unión Puerto      | España  | 2018-     |